# Lamprosema paracausta
Lamprosema paracausta là một loài bướm đêm trong họ Crambidae.